# 非政府组织
非政府组织（英語：Non-Governmental Organization，缩写 NGO） 是一种不属于任何政府、不由任何国家建立的组织，通常独立于国家政府。虽然从定义上包含以营利为目的的企业，但该名词一般仅限于非商业化、合法的、与社会文化和环境相关的倡导群体。非政府组织通常是非营利组织，他们的基金至少有一部分来源于私人捐款。
由于各国文化、法律等的差异，不同国家对这个概念的指称所适用的对象范围也各不相同。美国一般称之为“非營利组织”、“独立组织”或“第三部门”（The Third Sector），英国称之为“志愿组织”（voluntary organization），还有许多国家则用“社团”称之。因为“非政府组织”的名称可以涵盖一切非政府的组织而存在被滥用的问题，一些非政府组织倾向于使用“民间志愿组织”（private voluntary organization）的名称。
据一份1995年联合国关于全球管理的报告统计，有接近29000个国际非政府组织，国家级的更多。据估计，美国有两百万个非政府组织，大部分是过去30年成立的。俄罗斯至少有65000个。每天都有数十个非政府组织成立，光肯尼亚每年就有240个非政府组织成立。
一些觀點認為，非營利機構等非政府組織，就如政府組織、營利機構和個人一般，有其社會責任存在，單單有著善意，不代表這組織能負起社會責任，而近來對非政府組織的社會責任的關注也在增加。換句話說，有理由認為，非營利機構等各種非政府組織，和所有其他團體與個人一樣，必須要對自己所說的和所做的負起責任。

## 历史
虽然“志愿”的“公民”协会历史上一直存在，今天看到的站在一线的NGO（特别是国际级别的）是在过去两百年发展起来的。最早之一的是1863年建立的国际红十字会。
“非政府组织”一词开始于1945年联合国成立，在联合国宪章第71条款第10章中提出作为机构的咨询角色，没有成员是政府或州（见咨询身份）。“国际NGO”（INGO）的定义由1950年2月27日ECOSOC的288(x)决议首次提出：“国际非政府组织就是任何不通过订立国际条约而成立的国际组织”。在可持续发展中，NGO和其他主要群体的关键作用在21号议程第27章 得到承认，以修正联合国和非政府组织咨询关系的论述。
在1909年，政府間組織（IGO）有37個，非政府組織176個；到1960年，政府間組織有154個，非政府組織1,255個:276。

## 定义
根據約翰霍普金斯大學的「公民社會研究中心」（Center for Civil Society Development）的研究指出，我們一般認為的公益組織，符合以下六特徵，就是我們所說的NGO:
- 組織的營利不做二次分配的公益團體。（募款後所得只用於公益目的事業中）
- 組織所從事的事業，必須具備公共利益性質。
- 組織應受政府主管機關在賦稅上的優惠或減免。
- 組織在行動上應具中立性，且不受政治上影響。
- 組織的成員大部分應是志願性，亦即大多屬於志工。
- 組織應是合法的機構，也就是該組織必須是登記在主管機關登記下的合法的公益財團或社會法人。

美国學者Salamon, Lester M.) 在《全球公民社會》（Global Civil Society︰Dimensions of the Nonprofit Sector；1999）一書中指出，美國NPO/NGO概念駁雜不清，但仍可以社區與非社區來做簡單的區隔，舉凡屬社區在地型的公益組織，可被概稱NPO，其他則較適用於NGO的稱謂。

## 非政府组织的分类
可以通过多种标准来分类非政府组织，下面是世界银行采用的分类方法：

### 运作型非政府组织
他们主要的目的是设计和实现与发展相关的项目。一种常用的分类是把它分为“面向救助”和“面向发展”的组织。如果按它们的服务重点又可以分为服务传送型和服务参与型。还可以根据它们是否带宗教性质和长期性来分类，也可以按照它们更多地面向公众或私人来分类。运作型非政府组织可以是基于团体的、国家的或者国际的。

### 倡导型非政府组织
它们的主要目的是捍卫和促进某一目标。与运作型计划管理形成对比，这些组织典型是尝试通过游说、宣传品和积极进取的活动唤醒人们的意识，让人们了解更多进而接受他们。

### 缩写
非政府组织是一个多源的群体，在非政府组织基础上伴生着许多缩写词。它们包括：
- INGO——国际非政府组织（international NGO），例如CARE；
- BINGO——面向商业的非政府组织（business-oriented international NGO）；
- RINGO——宗教非政府组织（religious international NGO），例如天主教救济服务；
- ENGO——环保非政府组织（environmental NGO），如Global 2000。
- GONGO——由政府运行的非政府组织（government-operated NGOs），它们由政府为了符合外缓要求而成立类似非政府组织的组织。
- QUANGO——半自治非政府组织（quasi-autonomous non-governmental organisation），如W3C、國際標準化組織，它们把自己定义为非政府组织，但它们是由147个国家政府标准机构构成的组织。

## NGO的发展阶段
由研究员把NGO的发展阶段划分为三个阶段。第一個阶段，典型的NGO发展关注救助和福利，直接为需要帮助的人提供救助服务。例如发放食物，提供庇护所或医疗服务。它们直接关注人们的需要。第二個阶段，NGO面向小规模的自助的地区发展。NGO通过地区自助行动为当地社区建立起自助的能力。NGO尝试推动地区、国家和甚至国际范围内的政治和机构改革。它们从一个服务直接提供者的角色转向一个引导的角色。NGO开始从救助型转为协助发展型。Korten称第三阶段为“可持续体制发展 ”。非政府組織從思想起源上講，它體現了「公民自治」的需求和願望:282。從資產階級啟蒙運動開始，公民自治被認為是公民天賦之權利:282。資產階級民主制度建立後，公民自治權則被確定為基本之民主權利之一:282。在國家統治之長期實踐中，由於國家體系與公民個體天然具有之矛盾和相對性，公民自治權並沒有在各國得到充分之滿足:282。隨着社會之不斷發展和進步，國家間在經濟、安全等方面相互依存日益加深，公民要求參與全球治理之願望日益增強:282。信息技術和社會媒體之快速發展使世界「變平」，變得「立體交叉」，使普通百姓之信息傳播和社會動員能力大為提高，為公民自治提供新溝通方式和更廣闊平台，使跨國社會運動和聯合自治成為可能:282。非政府組織之迅速發展及深入參與廣泛領域之全球事務正是滿足這種需求之客觀反映:282。從普遍意義上講，非政府組織為更全面、更真實反映當代多元化社會中各種群體之訴求和聲音提供渠道和可能:282-284。

## 目的
非政府组织的存在是为了各种不同的目的，大多数是为了推广其成员所信仰的政治理念，或实现其社会目标。常见的非政府组织包括了环境保护组织、人权团体、照顾弱势群体的社会福利团体、学术团体等。
在解決全球性問題、參與全球治理中，非國家行為體，尤其是非政府組織通過建立跨國網絡、參與國際會議和全球問題談判、研究全球問題起因和解決辦法、宣傳和傳播國際社會共同接受之規則和信念等途徑，全面、深入、廣泛地參與全球治理之實踐，並推動全球治理理念之逐步形成和推廣:278。任何一個成熟的社會，其政府、商界及非政府組織都要有一個均等的發展，非政府組織的功能，是不能被政府或商界取代的，原因如下：政府在社會上的角色是要人民生活富足；而商界在社會上的角色是創造財富。正因為這個社會上的角色，限制了政府及商界的活動，而非政府組織的功能就是要用第三方角色，去完成社會上的使命。例如美國政府不肯簽署控制废气排放的京都條約，這是由於美國政府在社會的角色是要人民生活富足，國家繁榮，假如美國簽署「京都條約」的話，一定會嚴重打擊國內的經濟；同理美國的商界也是會因為要創造財富，而不多願意理會癈氣排放的問題。所以要有非政府組織去完成政府及商界都未能完成的角色。
當然，非政府組織不僅積極參加全球環境保護、人道主義救助、無核化運動，還將其影響擴展到全球安全、和平、裁軍、外交等傳統上由主權國家主導之國際政治、經濟、文化領域:278。以一個第三身份去監察政府及商界的行動，當政府及商界的行動出現問題時，非政府組織會以一个倡导团体的身份出現，向政府及商界施壓。例如香港數年前發生的「紅灣半島」事件，環保團體發揮了監察角色，促使政府及商界放棄了拆毁紅灣半島的決定。所以非政府組織可權充社會警察的角色。1980年代開始之全球禁止殺傷性地雷運動以及後來國際社會經過艱難談判達成之《禁雷公約》，就是加拿大之非政府組織發起並全力推動才得以實現:278。

## 方法
不同的NGO采用不同方法实现它们的目标。有些主要采用政商游说的方式，另外一些会开展一些政治项目和活动。例如关注救助贫困的樂施會会向有需要的人提供设备和技术让他们找到食物和干净的饮用水。

### 网络
1992年成立的國際言論交流自由（International Freedom of Expression eXchange，IFEX）是一个由超过60个NGO组成的全球网络，以推进和捍卫言论自由。

### 咨商地位
许多国际NGO在与它们领域相关的联合国机构都有一个咨商地位。例如，第三世界网络在聯合國貿易和發展會議（UN Conference on Trade and Development，UNCTAD）和联合国经济及社会理事会中有一个咨商地位。1946年，只有41个NGO在ECOSOC中有咨商地位，但到了2003年，这个数字上升到2350。

### 项目管理
人们越来越意识到管理技术对NGO项目成功的重要性。

## 非政府组织的管理
NGO主要有两种管理模式：分散式管理（diversity management）和參與式管理（participatory management）。分散式管理处理一个组织内的不同文化。跨文化问题在北方NGO从事南方发展活动时普遍存在。来自发达国家的人员在贫困国家中面临着完全不同的处事方式。参与式管理在NGO是很典型的。它与学习机构有着千丝万缕的关系：所有组织的成员都被视为知识和技术的源泉。为了发展组织，个人必须学习并向决策制定过程作出贡献。

## 成员
并非所有为NGO工作的人都是志愿者。有薪成员的报酬通常比商业机构职员的少。员工高度遵守组织的目标和准则。成员加入的动机并不一定为纯粹的利他主义，他们可能会希望借此获得技能、经验和社会关系。
对于是否向国外派遣成员或者引进成员到发展中国家，争议仍然存在。这些引进成员通常都是为了满足捐赠者的项目管理需要，而这些项目是来自工业国家的。然而，这些专业的雇员或志愿者的优势在一系列综合因素的考虑下可能不再有优势：雇用外国人的费用一般较高，他们没有当地的草根联系，而且他们缺乏当地的专业技术。
NGO部门的成员数量是一个很重要的因素。例如，1995年底，一个国际反贫穷的北方NGO关注世界（CONCERN worldwide）在10个非洲、亚洲和海地的发展中国家聘请了174名国外引进成员，而本国成员也只有约5000名。

## 基金
大型的NGO可能有上百万美元的年预算。例如，美国退休者协会（AARP）在1999年有超过5.4亿美元。 人权观察在2003年支出和收入共2亿1千7百万美元。建立基金NGO需要足夠多的筹款才能應付如此庞大的预算。NGO基金的主要来源有会员费、出售物品和服务所得、国际机构和国家政府的拨款以及个人捐赠。有几个EU-grant会向NGO提供拨款。
尽管从“非政府组织”这个名词的表面含义来看，NGO应该是独立于政府的，但有些NGO却是依赖于政府拨给它们的基金。饥饿救济组织 - 樂施會在1998年的1亿6千2百万美元收入中有四分之一来自英国政府和欧盟的捐赠。基督教救济和发展机构 - 世界宣明会1998年从美国政府筹集到价值5千5百万的物資。诺贝尔奖得主无国界医生46%的收入来自政府，被称为特定政府的傀儡机构。

## 法律地位
除了圣约翰救护机构以及依据日内瓦公約行事的红十字會、紅新月會、紅十字國際委員會、紅十字會與紅新月會國際聯合會以外，NGO不受国际法認可。

### 引用
1. ↑  孙关宏. . 复旦大学出版社. 2003. ISBN 7309036611.
2. 1 2  .   [2005-07-15]. （原始内容存档于2005-03-07）.
3. ↑  Păceşilă, Mihaela; Colesca, Sofia Elena. . Systemic Practice and Action Research. 2020-06, 33 (3): 311–339. ISSN 1094-429X. doi:10.1007/s11213-020-09520-1 （英语）.
4. ↑  Agenda 21 - Chapter 27: Strengthening the Role of Non-governmental Organizations: Partners for Sustainable Development, Earth Summit, 1992 的存檔，存档日期2003-02-17.
5. ↑  .   [2005-07-15]. （原始内容存档于2009-08-06）.
6. 1 2 3 4 5 6 7 8 9 10 11 12  （前國務院僑務辦公室副主任）何亞非.  初版. 中華書局（香港）. 2015.
7. ↑  World Bank Criteria defining NGO 的存檔，存档日期2007-06-21.
8. ↑  Korten, D. Getting to the 21st century: voluntary action and the global agenda. West Hartford, CT: Kumarian Press, 1990, p. 118.
9. ↑  Campbell, P. Management Development and Development Management for Voluntary Organisations, Occasional Paper No. 3, International Council of Voluntary Agencies, Geneva, 1987.
10. ↑   (PDF).   [2005-07-15]. （原始内容 (PDF)存档于2009-10-11）.
11. ↑  Poll shows power of AIPAC drops slightly （页面存档备份，存于） （英文）

## 延伸閱讀
- Norbert Götz. “Reframing NGOs: The Identity of an International Relations Non-Starter.” European Journal of International Relations 14 (2008) 2: 231–258.  （页面存档备份，存于）
- Norbert Götz. “Civil Society and NGO: Far from Unproblematic Concepts.” The Ashgate Research Companion to Non-State Actors. Bob Reinalda (ed.). Aldershot: Ashgate, 2011. 185–196.
- Hilton, Matthew et al. eds. The Politics of Expertise: How NGOs Shaped Modern Britain (2013)
- Watkins; Cotts, Susan; Swidler, Ann; Hannan, Thomas. . Annual Review of Sociology. 2012, 38: 285–315. doi:10.1146/annurev-soc-071811-145516.
- Davies, T. 2014. NGOs: A New History of Transnational Civil Society. New York: Oxford University Press. ISBN 978-0-19-938753-3.

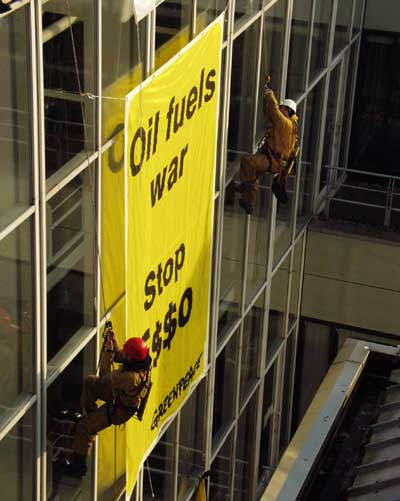
2003年3月，绿色和平成员爬到墙上抗议埃索/埃克森美孚集团

- Velusamy M. Non-Governmental Organisation, Dominant Publishers & Distribution Ltd, New Delhi
- Mark Butler, with Thulani Ndlazi, David Ntseng, Graham Philpott, and Nomusa Sokhela. NGO Practice and the Possibility of Freedom Church Land Programme, Pietermaritzburg, South Africa 2007 Churchland.co.za
- Olivier Berthoud, NGOs: Somewhere between Compassion, Profitability and Solidarity Envio.org.ni （页面存档备份，存于）, PDF Edinter.net （页面存档备份，存于） Envio, Managua, 2001
- Terje Tvedt, 19982/2003: Angels of Mercy or Development Diplomats. NGOs & Foreign Aid, Oxford: James Currey
- Steve W. Witt, ed. Changing Roles of NGOs in the Creation, Storage, and Dissemination of Information in Developing Countries (Saur, 2006). ISBN 3-598-22030-8
- Cox, P. N. Shams, G. C. Jahn, P. Erickson, and P. Hicks. 2002. Building collaboration between NGOs and agricultural research iNGOs – Die Gewerkschaften in Guinea während der Unruhen 2007 – EPU Research Papers: Issue 03/07, Stadtschlaining 2007 （德文）
- Lyal S. Sunga, "Dilemmas facing INGOs in coalition-occupied Iraq", in Ethics in Action: The Ethical Challenges of International Human Rights Nongovernmental Organizations, edited by Daniel A. Bell and Jean-Marc Coicaud, Cambridge Univ. and United Nations Univ. Press, 2007.
- Lyal S. Sunga, "NGO Involvement in International Human Rights Monitoring, International Human Rights Law and Non-Governmental Organizations" (2005) 41–69.
- Werker & Ahmed (2008): What do Non-Governmental Organizations do?
- Charnovitz, Steve. . Michigan Journal of International Law. 1997, 18: 183–286.
- Abahlali baseMjondolo Rethinking Public Participation from Below, 'Critical Dialogue', 2006
- Akpan S. M (2010): Establishment of Non-Governmental Organizations (In Press).
- Edward A. L. Turner (2010) Why Has the Number of International Non-Governmental Organizations Exploded since 1960? （页面存档备份，存于）, Cliodynamics, 1, (1).
- Eugene Fram & Vicki Brown, How Using the Corporate Model Makes a Nonprofit Board More Effective & Efficient – Third Edition (2011), Amazon Books, Create Space Books.
- David Lewis and Nazneen Kanji (2009): Non-Governmental Organizations and Development. New York: Routledge.
- Issa G. Shivji (2007): Silence in NGO Discourse: The Role and Future of NGOs in Africa. Nairobi: Fahamu.
- Jens Steffek and Kristina Hahn (2010): Evaluating Transnational NGOs: Legitimacy, Accountability, Representation. New York: Palgrave, Macmillan.
- Yearbook of International Organizations, produced by the Union of International Associations.